# Rožni venec
Rožni venec je katoliška molitev. Rožni venec (tudi roženkranc ali molek) je tudi venec jagod na vrvici, ki se uporablja pri molitvi.
Pravijo, da se je molitev rožnega venca razvila kot nadomestilo za molitev 150 psalmov iz Svetega pisma, saj neuki ljudje niso znali brati.
Molitev rožnega venca se je izoblikovala ob koncu 16. stoletja in je obsegala 3 dele po 50 Zdravamarij (z nekaj dodatnimi molitvami). Ta oblika je ostala nespremenjena do konca 20. stoletja, ko je papež Janez Pavel II. dodal še četrti – svetli del.
V  Apostolskem Pismu »Rožni venec Device Marije« Papež Janez Pavel II je govoril o velikem pomenu  Rožnega venca: »Rožni venec Device Marije (Rosarium Virginis Mariae), ki se je postopoma razvil v drugem tisočletju ob navdihovanju Božjega Duha, je priljubljena molitev mnogih svetnikov in jo je priporočalo cerkveno učiteljstvo«. »Dejansko je rožni venec, čeprav ga zaznamuje marijanskost, kar najgloblje kristološka molitev. V treznosti svojih prvin zedinja v sebi globino celotnega evangeljskega oznanila in je hkrati njegov povzetek. V njem odmeva Marijina molitev, njen nenehni magnifikat za odrešenjsko učlovečenje, ki se je začelo v njenem deviškem naročju. Krščansko ljudstvo se z rožnim vencem podaja v Marijino šolo, da bi se dalo uvesti v premišljevanje lepote Kristusovega obličja in v izkustvo globine njegove ljubezni. V premišljevanju skrivnosti rožnega venca verujoči zajema polnost milosti, ki jih prejema tako rekoč iz rok Odrešenikove Matere«.
Vsi štirje deli rožnega venca imajo isto strukturo.
Vsak del se začne z molitvijo Verujem, sledi Očenaš, tri Zdravamarije s prošnjami (glej spodaj) in Slava Očetu.
V nadaljevanju sledi pet desetk: vsaka desetka se začne z Očenašem, sledi deset Zdravamarij s premišljevanjem ene od skrivnosti (glej spodaj) in nato Slava Očetu.
Posamezni del rožnega venca se konča z zaključno molitvijo:
»O Jezus, odpusti nam naše grehe, obvaruj nas peklenskega ognja, privedi v nebesa vse duše, posebno še tiste, ki so najbolj potrebne tvojega usmiljenja.«

## Štirje deli rožnega venca

### Veseli del
- Prošnje:

1. ki nam poživi vero.
2. ki nam utrdi upanje.
3. ki nam vžgi ljubezen.

- Skrivnosti:

1. ki si ga Devica od Svetega Duha spočela; (Marijino oznanenje – 25. marec)
2. ki si ga Devica v obiskanju Elizabete nosila; (Obiskanje Device Marije – 31. maj)
3. ki si ga Devica rodila; (božič – 25. december)
4. ki si ga Devica v templju darovala; (svečnica – 2. februar)
5. ki si ga Devica v templju našla.

### Svetli del
- Prošnje:

1. ki nam daj duha pokorščine.
2. ki nam daj srečo uboštva.
3. ki nam podeli milost čistosti.

- Skrivnosti:

1. ki je bil krščen v Jordanu; (Jezusov krst – nedelja po 6. januarju)
2. ki je v Kani Galilejski naredil prvi čudež;
3. ki je oznanjal Božje kraljestvo;
4. ki je na gori razodel svoje veličastvo; (Jezusova spremenitev – 6. avgust)
5. ki je postavil sveto evharistijo. (veliki četrtek)

### Žalostni del
- Prošnje:

1. ki nam utrdi spomin.
2. ki nam razsvetli pamet.
3. ki nam omeči voljo.

- Skrivnosti:

1. ki je za nas krvavi pot potil; (veliki četrtek)
2. ki je za nas bičan bil; (veliki petek)
3. ki je za nas s trnjem kronan bil; (veliki petek)
4. ki je za nas težki križ nesel; (veliki petek)
5. ki je za nas križan bil; (veliki petek)

### Častitljivi del
- Prošnje:

1. ki nam vodi naše misli.
2. ki nam vodi naše besede.
3. ki nam vodi naša dejanja.

- Skrivnosti:

1. ki je od mrtvih vstal; (velika noč )
2. ki je v nebesa šel; (vnebohod – 40 dni po veliki noči)
3. ki je Svetega Duha poslal; (binkošti –50 dni po veliki noči)
4. ki je tebe Devica v nebesa vzel; (Marijino vnebovzetje – 15. avgust)
5. ki je tebe Devica v nebesih kronal; (Marija kraljica – 22. avgust)